# パラナ (アルゼンチン)
パラナ（西: Paraná）は、アルゼンチンのエントレ・リオス州にある都市で、同州の州都。人口は24万7139人（2010年）。パラナ川の東岸に位置し、対岸はサンタフェ州の州都サンタフェである。
行政の中心としてだけでなく、一帯から穀物、家畜、魚介類、材木が集積される主要河川港でもある。基幹産業はセメントや家具、セラミックス生産。市の中心部には植民地時代の教会、2月3日劇場や行政府、混合様式の大聖堂、パルケ・ウルキーサ公園近くの塔などがある。
対岸のサンタフェとの間には1969年にエルナンダリアス川底トンネルが開通した。市街から7.5kmほどの郊外にあるヘネラル・フスト・ホセ・デ・ウルキサ空港にはブエノスアイレス便が就航している。

## 歴史

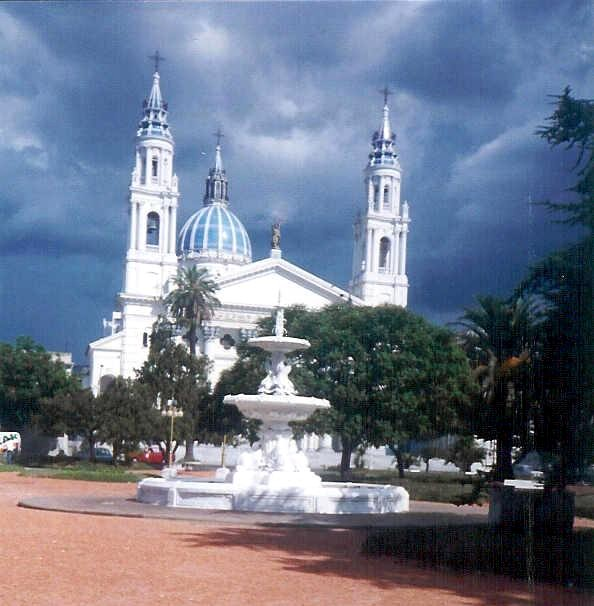
プリメーロ・デ・マヨ広場からパラナ大聖堂を見る

16世紀にサンタフェ市民がパラナ川の対岸に入植しだしたのが始まりで、当初は「パラナの対岸」とか「パラナの渡り場」と呼ばれた。公式に建設が宣言されることはなく、サンタフェの周縁部として発展も遅かった。1730年10月23日に地元の礼拝堂がブエノスアイレスの事務当局から教区教会のステータスを授かったが、この時を以って正式に町としての歴史が始まったとされる。
1813年に公式に村となり、1822年に準州都となった。1854年から1861年にかけて、地元のカウディーリョのフスト・ホセ・デ・ウルキサのもとアルゼンチン連合の首都となったことから急速な発展を遂げた。1883年に再び州都となった。
1994年にはサンタフェと「国民憲法改正会議」を共催した。

## 姉妹都市
- Muscatine、アメリカ合衆国 1989年8月4日
- サンタ・クルス・デ・ラ・シエラ、ボリビア 1990年6月22日
- レオンフォルテ、イタリア 1991年1月11日
- ポルト・アレグレ、ブラジル 1992年6月12日
- サンティアーゴ・デ・クーバ、キューバ 1992年9月23日
- Santo Ângelo、ブラジル 1994年12月10日
- レホヴォト、イスラエル 1995年4月2日
- Torres、ブラジル 2008年5月7日
- ハラパ、メキシコ 2008年6月5日
- ナッソー、バハマ 2008年7月19日
- ポルトープランス、ハイチ 2008年11月29日